# DIN 16518
Die DIN-Norm DIN 16518 mit dem Titel Klassifikation der Schriften des Deutschen Instituts für Normung ist ein Klassifizierungssystem für Schriftarten. Sie ist an den Vorschlag der Association Typographique Internationale (ATypI) angelehnt. Hierzu und zu vergleichbaren nationalen Klassifizierungen unterscheidet sie sich allerdings durch einen anderen Inhalt in der Gruppe VII „Antiqua-Varianten“, die weitere Unterteilung der Gruppe X „Gebrochene Schriften“ und die Ergänzung der Gruppe XI „Fremde Schriften“. Ihre Praktikabilität ist heute umstritten.

## Regelung
Die Norm legt elf Schriftgruppen fest.

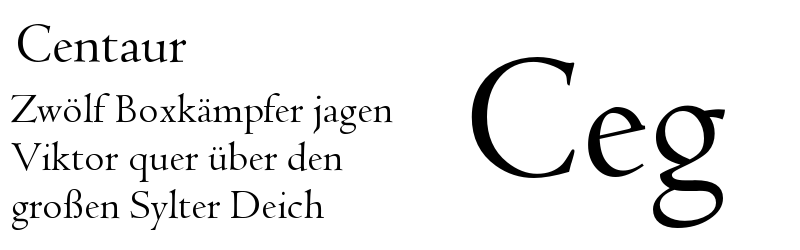
Beispiel für eine venezianische Renaissance-Antiqua

### Gruppe I: Venezianische Renaissance-Antiqua
Schriften abgeleitet von Formen der frühen Druckzeit (etwa 1450 bis 1530). Großbuchstaben basieren auf der römischen Capitalis, Kleinbuchstaben auf der Humanistischen Minuskel. Die Schrift zeichnet sich durch kräftige Serifen, nach links geneigte Achsstellung sowie relativ große Ober- und Unterlängen aus, der Querstrich des e liegt meist schräg. Beispiele: Stempel-Schneidler, Jenson, Centaur

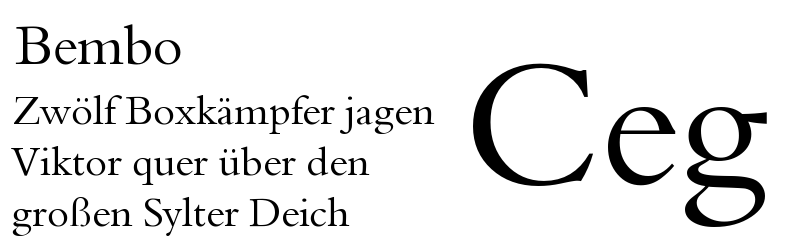
Beispiel für eine französische Renaissance-Antiqua

### Gruppe II: Französische Renaissance-Antiqua
Schriften, deren Form im 16. Jahrhundert entstand. Geringe Unterschiede bei den Strichstärken, nach links geneigte Achse, ausgerundete Serifen, keilförmige Ansätze an den senkrechten Strichen. Sehr gut lesbar durch die ruhige Zeilenführung. Oberlängen der Minuskel meist etwas länger als die Höhe der Versalien. Ist heute die Gruppe mit den meisten Schriften. Beispiele: Garamond, Bembo, Palatino

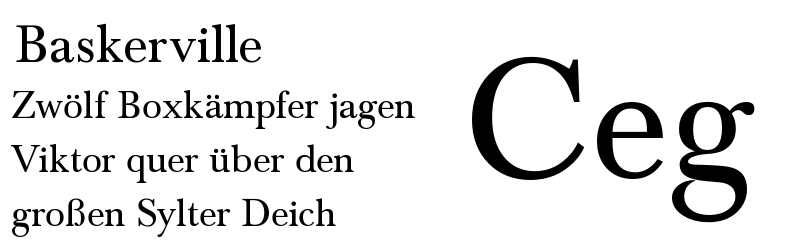
Beispiel für eine Barock-Antiqua

### Gruppe III: Barock-Antiqua
Durch die Auswirkung des Kupferstichs sind die Strichstärken unterschiedlicher, die Achse der Rundungen steht fast senkrecht. Kleinbuchstaben haben meist oben schräge und unten gerade Serifen. Ebenfalls sind die Rundungen an den Serifen schwächer ausgeprägt. Beispiele: Caslon, Baskerville, Times

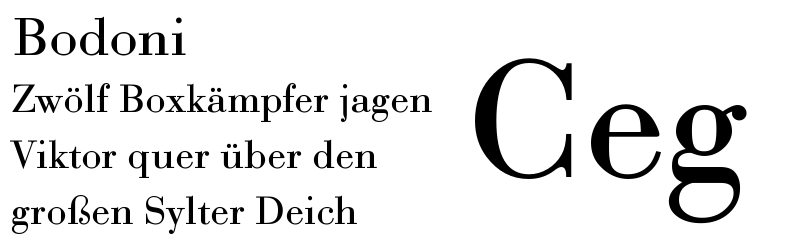
Beispiel für eine klassizistische Antiqua

### Gruppe IV: Klassizistische Antiqua
Entstand um 1800, starke Unterschiede zwischen Haar- und Grundstrichen, waagerecht angesetzte Serifen, senkrechte Achse bei Rundungen. Kaum Rundungen am Serifenansatz. Beispiele: Bodoni, Walbaum, Didot

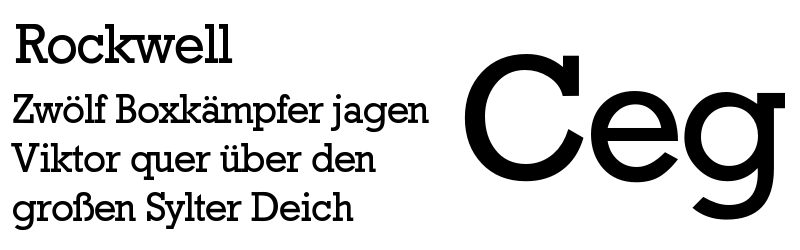
Beispiel für eine serifenbetonte Linear-Antiqua

### Gruppe V: Serifenbetonte Linear-Antiqua
Früher Egyptienne genannt, kam zu Beginn des 19. Jahrhunderts auf. Mehr oder weniger starke, aber auffallende Betonung der Serifen. Haar- und Grundstriche sind fast gleich dick. Beispiele: Rockwell, Clarendon, Serifa

Beispiel für eine serifenlose Linear-Antiqua

### Gruppe VI: Serifenlose Linear-Antiqua
Auch als Grotesk oder (nach Jan Tschichold) Endstrichlose bezeichnete Schriftform, die zu Beginn des 19. Jahrhunderts entstand. Optisch ist ein Teil der Schriften dieser Gruppe in der Strichstärke einheitlich, bei anderen kann sie sich jedoch auch stark unterscheiden. Heute umfasst diese Gruppe sehr viele verschiedene Schriften, die eigentlich eine Unterklassifizierung erfordern würde. So basieren einige auf der Klassizistischen Antiqua (Bsp.: Akzidenz Grotesk, Univers), andere auf der Renaissance-Antiqua (Bsp.: Lucida Sans, Syntax). Parallel entstand in den USA die sog. Amerikanische Grotesk (Bsp.: Franklin Gothic). Zu Beginn des 20. Jahrhunderts kamen die konstruierten Grotesk auf, die auf exakten geometrischen Grundformen basierten (Bsp.: Futura, Eurostile).

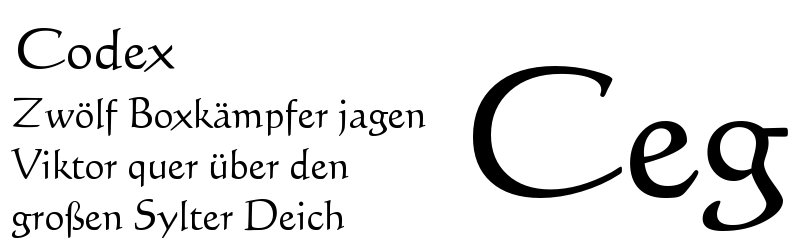
Beispiel für eine Antiqua-Variante

### Gruppe VII: Antiqua-Varianten
Hier werden alle Antiqua-Varianten einsortiert, die nicht in die Gruppen I bis III, VIII und IX passen, weil ihre Strichführung nicht deren Charakter entspricht. Hauptsächlich finden sich hier Schriften für dekorative Zwecke. Beispiele: Optima, Largo, Souvenir, Eckmann

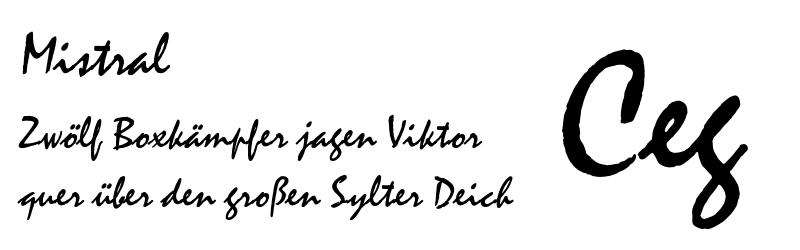
Beispiel für eine Schreibschrift

### Gruppe VIII: Schreibschriften
Schriften, die die Wirkung einer heutigen Schreibschrift nachahmen. Es gab sie auch schon zu Bleisatz-Zeiten, jedoch kamen sie erst durch die Verwendung auf Computern mehr in Mode. Die Buchstaben sind untereinander verbunden. Beispiele: Mistral, Pepita, Künstler Script, Monotype Corsiva und Zapfino.

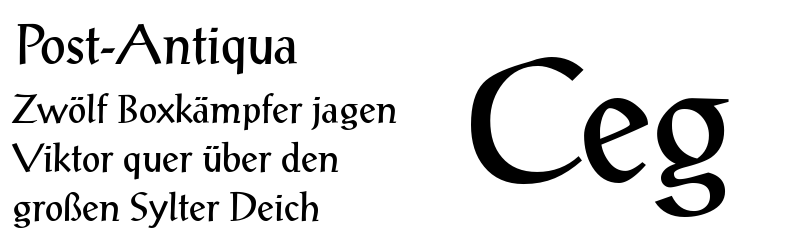
Beispiel für eine Handschriftliche Antiqua

### Gruppe IX: Handschriftliche Antiqua
Schriften, die auf der Antiqua basieren, die Buchstaben jedoch handschriftlich abwandeln und so ein „persönliches“ Erscheinungsbild vermitteln. Die Buchstaben sind untereinander nicht verbunden. Beispiel: Post-Antiqua

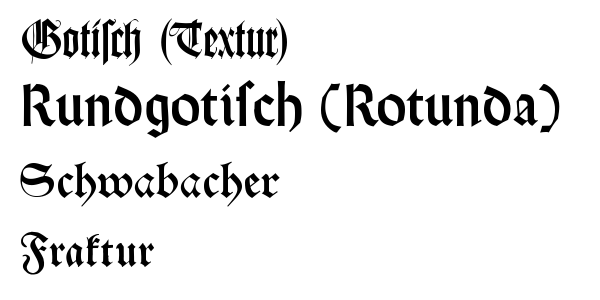
Beispiele für die gebrochenen Schriften

### Gruppe X: Gebrochene Schriften
Vor 1941 (siehe Normalschrifterlass) die gebräuchlichsten Alltagsschriften in Deutschland.
Sie werden weiter in fünf Untergruppen unterteilt:
- Gruppe Xa: Gotisch (siehe Geschichte der Typografie#Gotische Schriften)
- Gruppe Xb: Rundgotisch (Rotunda)
- Gruppe Xc: Schwabacher
- Gruppe Xd: Fraktur
- Gruppe Xe: Fraktur-Varianten

### Gruppe XI: Fremde Schriften
Beispiele: Chinesisch, Kyrillisch, Arabisch, Griechisch, Hebräisch

## Kritik
Unter Schriftexperten ist die Norm umstritten, jedoch noch meist Ausbildungsgrundlage in Berufen der grafischen Industrie. An ihr wird bemängelt, dass sie formale und historische Kriterien vermischt, dass die neuere Schriftentwicklung vor allem in zwei Gruppen fällt und dass die Gruppe XI „Fremde Schriften“ keine internationale Relevanz hat. Die Norm wird gegenwärtig überarbeitet, eine Einigung der Experten über die Neufassung ist jedoch bisher nicht absehbar.
Indra Kupferschmid stellte 1998 in Abstimmung mit Max Bollwage und Hans Peter Willberg im Normungsausschuss eine Klassifikation nach Formprinzip vor, die auf die Struktur und Wirkung der Schriften eingeht. Diese ist in ihrem Lehrbuch Buchstaben kommen selten allein (ISBN 3-7212-0501-4) sowie in den Büchern Wegweiser Schrift (ISBN 3-87439-569-3) von Willberg und Typografie kompakt (ISBN 3-540-22376-2) von Bollwage publiziert und inzwischen Lehrinhalt an vielen Hochschulen. Sie sieht eine Unterteilung der Schriften in nur fünf Gruppen vor.

## Weitere Klassifikationsmodelle
- Klassifikation nach Formprinzip von Indra Kupferschmid, Max Bollwage und Hans Peter Willberg
- die Matrix Beinert von Wolfgang Beinert
- Formenklassifikation nach Vox von Maximilien Vox
- die italienische „Classificazione Novarese“ von Aldo Novarese
- die „Typeface Classifications British Standards 2961“
- Die PANOSE-Klassifikation von Benjamin Bauermeister
- Die Schriftmatrix von Stephanie und Ralf de Jong